# Cnidoscyphus torresii
Cnidoscyphus torresii är en nässeldjursart som först beskrevs av Busk 1852.  Cnidoscyphus torresii ingår i släktet Cnidoscyphus och familjen Thyroscyphidae. Inga underarter finns listade i Catalogue of Life.